# Breznica (Žirovnica)
Breznica (Duits: Bresnitz) is een plaats in Slovenië en maakt deel uit van de gemeente Žirovnica in de NUTS-3-regio Gorenjska. De plaats telde 456 inwoners op 1 januari 2020.